# Gdańsk Wrzeszcz
Gdańsk Wrzeszcz – stacja kolejowa na granicy dzielnic Wrzeszcz Dolny i Wrzeszcz Górny w Gdańsku, w województwie pomorskim, w Polsce na wysokości ok. 17 m n.p.m..

## Ruch pasażerski
Dane na stan 24 lipca 2025 z uwzględnieniem korekt z 5 lipca 2025:
| Rok  | Wymiana roczna | Wymiana pasażerska na dobę | miejsce w Polsce |
| ---- | -------------- | -------------------------- | ---------------- |
| 2017 | 5 700 000      | 15 600                     | 12               |
| 2018 | 7 850 000      | 21 500                     | 11               |
| 2019 | 8 800 000      | 24 100                     | 10               |
| 2020 | 5 700 000      | 15 700                     | 11               |
| 2021 | 6 900 000      | 18 900                     | 10               |
| 2022 | 11 130 000     | 30 500                     | 9                |
| 2023 | 12 000 000     | 32 900                     | 9                |
| 2024 | 16 130 000     | 44 100                     | 7                |

## Linie kolejowe
Na stacji zatrzymują się pociągi: SKM, Regio, TLK, IC, EIC oraz EIP. Dodatkowo na okres wakacji uruchamiane są pociągi osobowe Kolei Mazowieckiech (RE9 "Słoneczny" i "Słoneczny Bis") i Arriva RP (AR100).

## Historia

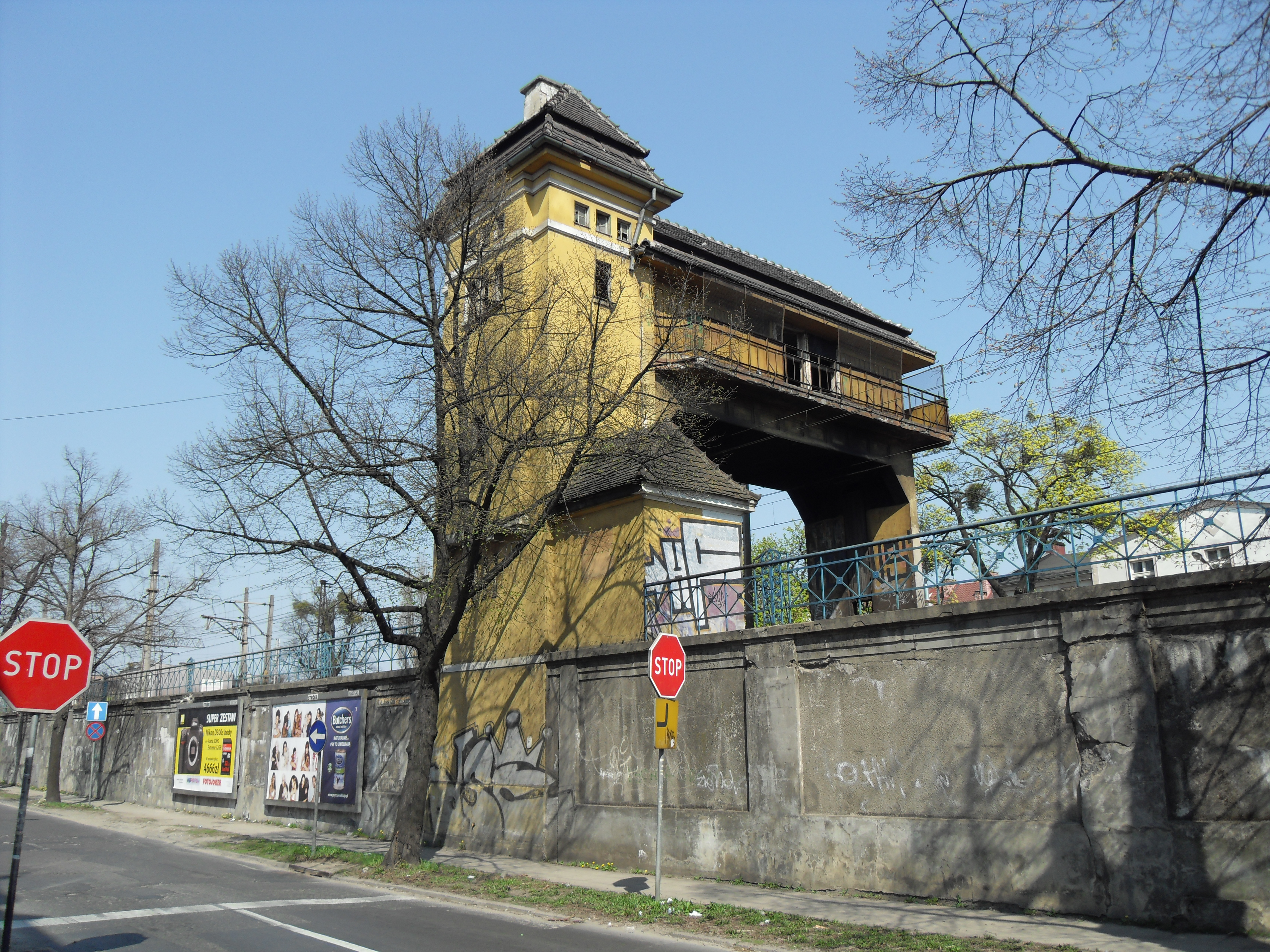
Wrzeszcz, zabytkowa nastawnia bramowa z początku XX wieku

Dworzec został otwarty w 1870, jako część nowej linii kolejowej ze Szczecina do Gdańska.
Na początku XX wieku (około 1913) na wzmocnionym murem, wysokim nasypie kolejowym w Gdańsku Wrzeszczu zbudowana została nastawnia bramowa Wr1 – jedyna tego typu w Polsce północnej. Architekci wkomponowali ją w eklektyczny styl dzielnicy, ozdabiając galeryjkami, pomostem przypominającym mostek statku i wieżyczką.
W maju 2015, w obliczu zamiaru rozbiórki tego unikatowego obiektu przez PKP (w całym kraju znajduje się tylko 5 takich nastawni, wszystkie pozostałe zlokalizowane są na Górnym Śląsku), konserwator zabytków podjął decyzję o jego wpisie do rejestru zabytków.
8 marca 1969 oddano do użytku kolejny budynek dworca według projektu Bernarda Cofty, który na przełomie 2014 i 2015 został poddany remontowi.

## Infrastruktura
Stacja posiada obecnie cztery perony: dwa dla pociągów dalekobieżnych i dwa dla pociągów SKM. Dworzec z peronami łączą dwa przejścia podziemne. Jedno z nich znajduje się bezpośrednio w budynku dworca, drugie zaś w tunelu dla pieszych łączącym plac przed stacją z ul. Kilińskiego po drugiej stronie torów kolejowych. Istniejący przed remontem peron dalekobieżny (wówczas peron 1) w toku modernizacji stacji został podwyższony i wyremontowany; ponadto zamontowano na nim wiatę zbliżoną stylistycznie do wiaty znajdującej się na peronie SKM. 9 grudnia 2014 oddano do użytku nowy, drugi peron dalekobieżny o długości 300 m i wysokości 76 cm, który otrzymał numer I (pozostałe perony zostały przenumerowane).
Zakończenie przebudowy stacji, planowane na 30 maja 2015, nastąpiło z niewielkim poślizgiem w czerwcu 2015. Koszt modernizacji miał się zamknąć w kwocie 150 mln zł.
Na zmodernizowanej stacji zainstalowano pięć wind – dwie na każdym z peronów dalekobieżnych i jedna w budynku dworca. Przeprowadzono remont przejść podziemnych, a ponadto w tunelu łączącym ul. Dmowskiego z ul. Wajdeloty powstały bezpośrednie wyjścia na perony dalekobieżne.
Na stacji położono 11 km torów i 28 rozjazdów. Ponadto zainstalowano nowy system sterowania ruchem kolejowym.
22 października 2016 roku oddano do użytku drugi peron SKM. Jest to peron jednokrawędziowy stykający się bezpośrednio z otwartą tego samego dnia Galerią Metropolia. Dzięki jego otwarciu pociągi SKM jadące w kierunku Sopotu i Gdyni obsługują dwie krawędzie peronowe jednocześnie.
W latach 2021–2022 PKP SA przewiduje przebudowę budynku dworcowego. W ogłoszonym przetargu złożono 7 ofert o wartości od 13 do 22 mln zł, przy szacowanej wartości zamówienia w wysokości 14,5 mln zł. Prace mają potrwać 18 miesięcy. Wykonawcą została firma TYM-BUD za kwotę 13 190 000 zł; umowę na realizację podpisano w lipcu 2021, a rozpoczęte w sierpniu 2021 prace budowlane mają zostać zrealizowane do końca 2022. W pierwszej kolejności nastąpiła rozbiórka dawnego budynku dworca, a w jego miejscu powstanie nowy obiekt o szarej elewacji z płyt stalowych, z licznymi przeszkleniami. 4 marca 2022 obsługę pasażerów przejął dworzec tymczasowy.
30 listopada 2023 – z rocznym opóźnieniem – nowy dworzec został oddany do użytku.